# Віялочуб північний
Віялочуб північний (Onychorhynchus mexicanus) — вид горобцеподібних птахів родини бекардових (Tityridae).

## Поширення
Вид поширений на півдні Мексики, в Центральній Америці, на півночі Колумбії та Венесуели. Мешкає у тропічних вологих лісах від рівня моря до висоти 1200 м над рівнем моря.

## Опис
Дрібний птах, завдовжки 16,5–18 см. Верхня частина тіла переважно коричнева з кремовими плямами на крилах. Круп і хвіст вохристого кольору. Дзьоб порівняно довгий і широкий. На голові має віялоподібний еректильний шлейф з пір'я червоного кольору у самців і жовтувато-помарнчевого у самиць.

## Підвиди
Таксон містить два підвиди:
- Onychorhynchus mexicanus mexicanus (P.L. Sclater, 1857) — трапляється від Мексики до Панами
- Onychorhynchus mexicanus fraterculus (Bangs, 1902) — Колумбія, Венесуела.